# 中国船舶及海洋工程设计研究院
中国船舶及海洋工程设计研究院（英語：Marine Design and Research Institute of China，简称MARIC），也称中国船舶工业集团公司第七〇八研究所，是中华人民共和国一家主要关注船舶和海洋工程领域的研究发展机构，隶属于中国船舶集团有限公司，其前身是1950年创立于上海的中央人民政府重工业部船舶工业局的设计处。

## 历史
1950年10月1日，中央人民政府重工业部船舶工业局在上海成立，船舶工业局有设计处、技术处和船模试验所筹备处等科研机构。1952年8月30日，重工业部分拆出中央人民政府第一机械工业部和中央人民政府第二机械工业部，船舶工业局划归第一机械工业部，改名为船舶工业管理局。1954年第一机械工业部改为中华人民共和国第一机械工业部，船舶工业管理局迁至北京，设计处和船模试验所筹备处留在上海。

## 产品和服务

### 军船[1]
- 护卫舰
- 076型两栖攻击舰
- 075型两栖攻击舰
- 071型船坞登陆舰
- 901型综合补给舰
- 726型气垫登陆艇

### 民船
- 航天远洋测量船和运载火箭运输船（远望号）
- 液化气船
- 绞吸式挖泥船（天鲲号）
- 雪龙2号详细设计

### 海洋工程装备
- 深水半潜式钻井平台（海洋石油981详细设计、海洋石油982详细设计）

## 历任领导
- 胡安康（2002-2008）
- 邢文华（2011-2020）
- 卢霖（2020-）